# Marko Bulat
Marko Bulat (Šibenik, 26. rujna 2001.) hrvatski je nogometaš koji igra na poziciji veznog. Trenutačno igra za poljski Raków Częstochowa.

## Klupska karijera
Bulat je svoju nogometnu karijeru započeo u klubu iz svog rodnog grada, Šibeniku. Svoj prvi profesionalni ugovor sa Šibenikom potpisao je 2017. godine. Sa 16 godina i jednim danom postao je najmlađi debitant u povijesti kluba.
Dana 11. veljače 2021. godine, potpisao je višegodišnji ugovor sa zagrebačkim Dinamom. Taj transfer je postao najveći izlazni transfer kluba sa Šubićevca. Dinamo je dogovorio ostanak Bulata na posudbi u Šibeniku do kraja sezone.
Dana 1. kolovoza 2025. godine, Bulat je potpisao petogodišnji ugovor sa poljskim prvoligašem Raków Częstochowa.

## Reprezentativna karijera
Bulat je nastupao za sve omladinske selekcije Hrvatske od 16 do 21 godine.

## Statistika

### Klupska
ažurirano: 22. svibnja 2021.
- Nas. = nastupi; Gol. = golovi

| Klub              | Sezona            | Liga              | Liga | Liga | Kup  | Kup  | Europa | Europa | Ostalo | Ostalo | Ukupno | Ukupno |
| Klub              | Sezona            | Divizija          | Nas. | Gol. | Nas. | Gol. | Nas.   | Gol.   | Nas.   | Gol.   | Nas.   | Gol.   |
| ----------------- | ----------------- | ----------------- | ---- | ---- | ---- | ---- | ------ | ------ | ------ | ------ | ------ | ------ |
| Šibenik           | 2017./18.         | 2. HNL            | 20   | 0    | 0    | 0    | –      | –      | –      | –      | 20     | 0      |
| Šibenik           | 2018./19.         | 2. HNL            | 23   | 6    | 1    | 0    | –      | –      | 2      | 0      | 26     | 6      |
| Šibenik           | 2019./20.         | 2. HNL            | 17   | 0    | 3    | 0    | –      | –      | 0      | 0      | 20     | 0      |
| Šibenik           | 2020./21.         | 1. HNL            | 31   | 2    | 1    | 0    | –      | –      | –      | –      | 32     | 2      |
| Šibenik           | Ukupno            | Ukupno            | 91   | 8    | 5    | 0    | 0      | 0      | 2      | 0      | 98     | 8      |
| Ukupno u karijeri | Ukupno u karijeri | Ukupno u karijeri | 91   | 8    | 5    | 0    | 0      | 0      | 2      | 0      | 98     | 8      |

## Priznanja

### Klupska
Šibenik
- 2. HNL (1): 2019./20.

Dinamo Zagreb
- 1. HNL/HNL (3): 2021./22., 2022./23., 2023./24.
- Hrvatski nogometni kup (1): 2023./24.
- Hrvatski nogometni superkup (2): 2022., 2023.

## Vanjske poveznice
- Profil, Hrvatski nogometni savez
- Profil, Soccerway (engl.)
- Profil, Transfermarkt (engl.)